# Poizdów (gromada)
Poizdów – dawna gromada, czyli najmniejsza jednostka podziału terytorialnego Polskiej Rzeczypospolitej Ludowej w latach 1954–1972.
Gromady, z gromadzkimi radami narodowymi (GRN) jako organami władzy najniższego stopnia na wsi, funkcjonowały od reformy reorganizującej administrację wiejską przeprowadzonej jesienią 1954 do momentu ich zniesienia z dniem 1 stycznia 1973, tym samym wypierając organizację gminną w latach 1954–1972.
Gromadę Poizdów z siedzibą GRN w Poizdowie utworzono – jako jedną z 8759 gromad na obszarze Polski – w powiecie łukowskim w woj. lubelskim na mocy uchwały nr 13 WRN w Lublinie z dnia 5 października 1954. W skład jednostki weszły obszary dotychczasowych gromad Poizdów, Skarbicierz, Zakalew i Poizdów kol. ze zniesionej gminy Białobrzegi w tymże powiecie. Dla gromady ustalono 12 członków gromadzkiej rady narodowej.
1 stycznia 1958 gromadę włączono do powiatu radzyńskiego w tymże województwie.
1 stycznia 1959 do gromady Poizdów włączono obszar zniesionej gromady Stoczek Kocki w tymże powiecie.
1 stycznia 1969 gromadę zniesiono, włączając jej obszar do gromad Jeziorzany (wsie Krępa, Kolonia Krępa, Kolonia Pieńki, Skarbicierz, Stoczek Kocki i Kolonia Stoczek) i Kock (wsie Poizdów, Kolonia Poizdów i Zakalew) w tymże powiecie.